# Интернет в Эстонии
Сегмент Интернета в Эстонии является одним из наиболее развитых как в Европе, так и во всём мире. В 2019 году, по данным МСЭ, в стране насчитывался 1 276 521 интернет-пользователь, что составляло примерно 97,9 % от населения страны, по этому показателю Эстония занимала 1-е место в ЕС. По данным десятого доклада аналитического центра Freedom House, анализирующего права и свободы людей в публичном веб-пространстве в 65 странах мира, который охватывает период с июня 2019 года по июнь 2020 года: Эстония занимает второе место в мире по свободе интернета после Исландии. К первому кварталу 2010 года число интернет-пользователей в Эстонии составляло 75 % населении страны в 1,4 млн человек, а к 2012 году доля составила 78 % жителей страны. В рейтинге развития информационных технологий Эстония занимает 24-е место среди 142 стран мира, а в рейтинге открытости Интернета уверенно лидирует.

## История
В 1965 году в ЭССР в одной из средних школ города Ныо была установлена ЭВМ «Урал-1», ставшая первой ЭВМ, установленной в средней школе Советского Союза. Распространение компьютерных сетей в стране началось в 1989 году, когда в СССР стал популярен Фидонет: в том году впервые появился эстонский узел. В начале 1990-х годов появились первые подключения к Интернету, летом 1992 года был зарегистрирован национальный домен .ee. В 1996 году президент Эстонской Республики Леннарт Мери объявил программу всеобщей компьютеризации и интернетизации школ «Прыжок тигра», которая в последующие четыре года была успешно реализована. В 2001 году была утверждена программа X-ROAD, ставшая основой для появления так называемого «электронного государства».

## Достижения Эстонии в развитии интернет-технологий
- Именно Эстония сыграла важную роль в проникновении Интернета в Россию и появлении Рунета, поскольку именно по эстонской территории в 1991 году прошёл один из первых российских магистральных цифровых каналов на Запад[8].
- Программисты из Эстонии Ахти Хейнла, Прийт Казесалу и Яан Таллинн являются авторами программы Skype: до 44 % работников компании Skype Technologies работают в Эстонии.
- Один из «первопроходцев русского ЖЖ» — эстонский филолог Роман Лейбов из Тарту, активно использующий русский язык в своей деятельности.

## Техническое обеспечение
В стране создано более 1100 бесплатных зон Wi-Fi, а число контрактов на мобильные услуги превышает количество резидентов — 139 против 100. На 98 % территории страны используется исключительно беспроводной Интернет, что делает Эстонию одним из самых перспективных государств для построения таких WCN, как Netsukuku.

## Решение общественно-политических проблем
Интернет активно задействуется в общественной и политической деятельности, поскольку вместо паспортов зачастую используются электронные ID-карты, а большая часть официальных документов заполняется в электронном виде. В 2005 году в Эстонии произошли два знаменательных события: впервые состоялись выборы органов местного самоуправления с возможностью голосования по Интернету; в том же году впервые человек попал под суд за оскорбления в Интернете и вынужден был заплатить штраф в 3 тысячи крон (в России похожий приговор по делу Саввы Терентьева был вынесен летом 2008 года).
Самой популярной поисковой системой в Эстонии является система Neti.ee. Однако не владеющие свободно эстонским языком жители Эстонии предпочитают использовать англо- или русскоязычные поисковики.